# 肯杜斯凱格 (緬因州)
肯杜斯凱格（英語：Kenduskeag）是一個位於美國緬因州佩諾布斯科特縣的鎮。

## 人口
根據2020年美國人口普查的數據，肯杜斯凱格的面積為43.38平方千米，當中陸地面積為43.38平方千米，而水域面積為0.00平方千米。當地共有人口1346人，而人口密度為每平方千米31人。